# Anatra Anadis
Anatra Anadis là một biến thể tiêm kích phát triển năm 1916 từ loại máy bay trinh sát hai tầng cánh Anatra Anasal, nó được chế tạo ở Đế quốc Nga.

## Tính năng kỹ chiến thuật
Dữ liệu lấy từ 
Đặc điểm tổng quát
- Kíp lái: 1
- Tải trọng: 500kg (1102lb)
- Chiều dài: 7,75m (24ft 7in)
- Sải cánh: 11,40m (37ft 5in)
- Chiều cao:  ()
- Diện tích cánh: 37 m² (398ft2)
- Trọng lượng rỗng: 665kg (1466)
- Trọng lượng có tải: 1165kg (2568lb)
- Động cơ: 1 ×  Hispano-Suiza, 150hp (112kW)
- Cánh quạt: 1

 Hiệu suất bay 
- Vận tốc cực đại: 153 km/h (95 mph)
- Vận tốc lên cao: 133,3 m/phút (437 ft/phút)